# Обикновен морков
Обикновеният морков (Daucus carota) е вид кореноплоден зеленчук от семейство сенникови (Apiaceae).
Морковът е от род двугодишни, рядко едногодишни или многогодишни тревисти растения от семейство сенникови. Съществуват около 60 вида, главно в Средиземноморието, но също в Америка, Африка, Австралия и др. Културният морков е двугодишно зеленчуково и фуражно растение. Стъблото му е високо до 0,70 m, листата са перести, силно нарязани, цветовете – дребни, събрани в сложен сенник. Плодът е сух с две семена, с плоскояйцевидна форма и с четири реда шипчета. Отглежда се заради кореноплода, който е месест и в зависимост от сорта има закръглена, пресечено-конусовидна, вретеновидна или друга форма с червена, жълто-червена, жълта или бяла окраска. През първата година образува бледожълт до червено-оранжев кореноплод. През втората година образува семена и цветове.
Морковът съдържа средно: 88,8% вода, 1,1% азотисти вещества, 0,2% мазнини, 8,2% захари, скорбяла и други вещества, 1% целулоза, 0,7% пепел и витамини A, C, B1 и B2. Използва се за храна, фураж и като лечебно средство. В България се отглежда навсякъде.

## Сортове
По-разпространените сортове са: българският сорт „Победител 4“, френските сортове „Нантски 2“, „Нантски 3“ и „Роаял Шантан“ (Royal Chantene), немският „Марктгертнер“, „Едър каротел“. За ранно производство е подходящ нидерландският сорт „Амстердамски“.